# Honingbes
De honingbes of blauwe honingbes (Lonicera caerulea) is een plant uit de kamperfoeliefamilie (Caprifoliaceae). Hij komt van nature voor in de koele gematigde zone van het noordelijk halfrond in landen als Canada, Japan, Rusland en Polen. De honingbes is een bladverliezende struik die 1,5–2 m hoog kan worden. De bladeren zijn tegenoverstaand, ovaal, 3-8 cm lang en 1-3 cm breed, grijsgroen, met een licht wasachtig oppervlak. De bloemen zijn geelachtig wit, 12-16 mm lang, met vijf gelijke lobben; ze worden in paren op de scheuten geproduceerd. De vrucht is een eetbare blauwe bes, enigszins rechthoekig in vorm met een gewicht van 1,3 tot 2,2 gram en een diameter van ongeveer 1 cm.

## Variëteiten
Er worden verschillende variëteiten onderscheiden met elk een eigen verspreidingsgebied:
- Lonicera caerulea var. altaica; Noord-Azië,
- Lonicera caerulea var. caerulea; Europa,
- Lonicera caerulea var. cauriana; Westelijk Noord-Amerika,
- Lonicera caerulea var. dependens; Centraal-Azië,
- Lonicera caerulea var. edulis; Oost-Azië,
- Lonicera caerulea var. emphyllocalyx; Oost-Azië,
- Lonicera caerulea var. kamtschatica; Noordoost Azië,
- Lonicera caerulea var. pallasii; Noord-Azië; noordoost Europa,
- Lonicera caerulea var. villosa; Oostelijk Noord-Amerika.

## Verspreiding en habitat
De soort heeft een circumpolair verspreidingsgebied en wordt voornamelijk gevonden in of nabij de draslanden van de taiga-bossen in zware veengronden. Hij kan echter ook worden gevonden in kalkrijke bodems, in bergen en langs de kusten van Noordoost-Azië en Noordwest-Noord-Amerika. De plant is winterhard en kan temperaturen verdragen onder de -47 graden Celsius.

## Teelt en gebruik
Planten van veel honingbes-cultivars kunnen 1,5 tot 2 meter hoog en breed worden. Voor een optimale productiviteit is overvloedig zonlicht en een goed doorlatende bodem met veel organische stof en een relatief hoge bodemzuurgraad van 3,9-7,7 (optimaal 5,5-6,5) gewenst. Honingbessen zijn toleranter voor natte omstandigheden dan de meeste fruitsoorten.
Elke bes heeft ongeveer twintig zaden die qua vorm en grootte lijken op tomatenzaden, maar zij zijn niet merkbaar tijdens het eten van de vrucht.
Honingbessen kunnen al worden geoogst in het late voorjaar of de vroege zomer. De bessen zijn klaar om te oogsten wanneer niet alleen de buitenste laag maar ook de binnenkant donkerpaars of blauw gekleurd is. Wanneer alleen de buitenste laag donkerblauw is, en er gerijpt uitziet, heeft de binnenkant nog een zure smaak..Er zijn twee compatibele variëteiten nodig voor kruisbestuiving en vruchtzetting. Het kan drie tot vier jaar duren voordat de planten een overvloedige oogst produceren. De gemiddelde productie op een goede struik is ongeveer 3 kg en kan 30 jaar worden behouden.
Honingbessen kunnen worden verwerkt in verschillende producten, zoals gebak, jam, sap, ijs, yoghurt, sauzen, snoepgoed en wijn die qua kleur en smaak vergelijkbaar is met die van rode druiven of kersen.

## Afbeeldingen

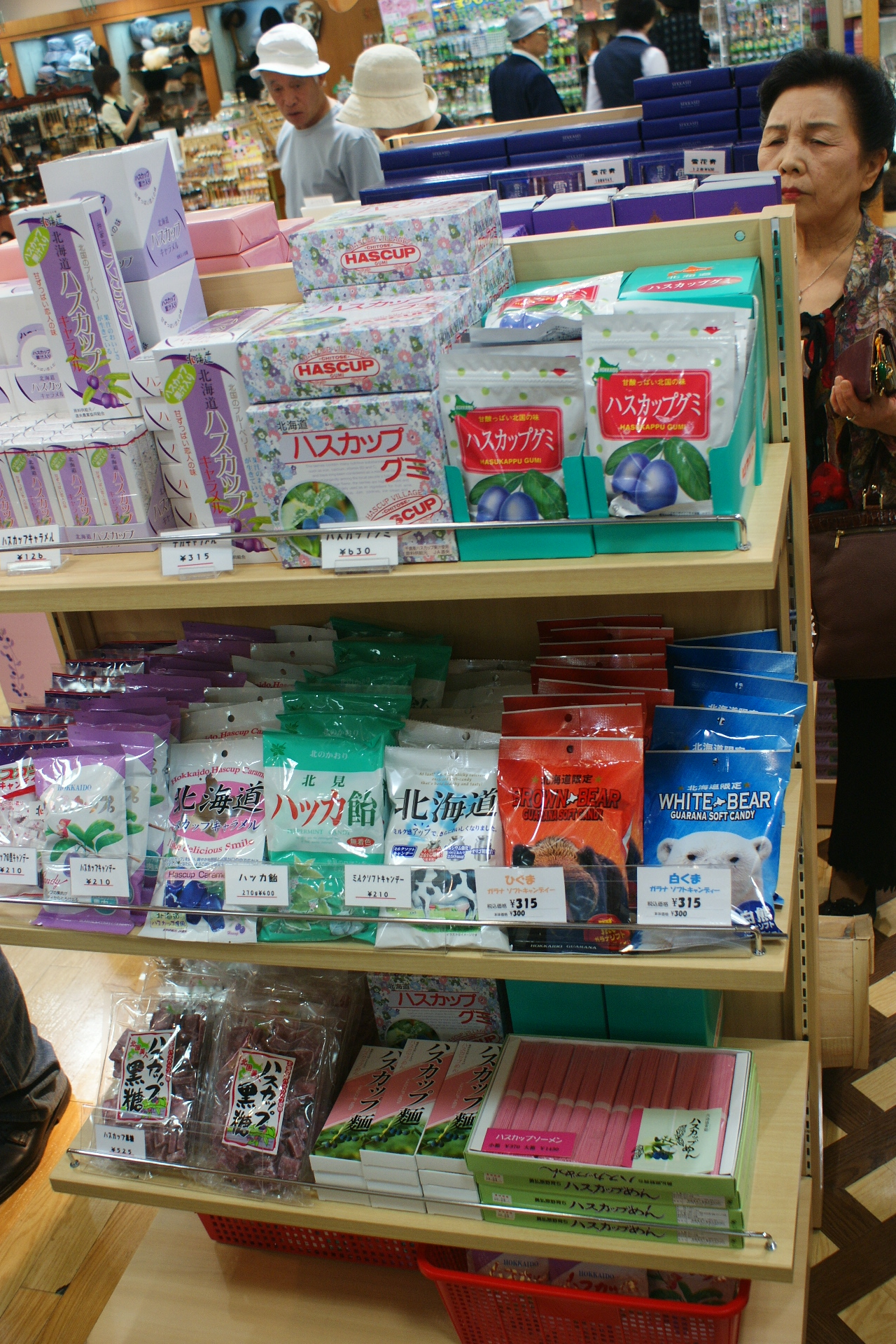
Honingbes-producten op een Japanse markt
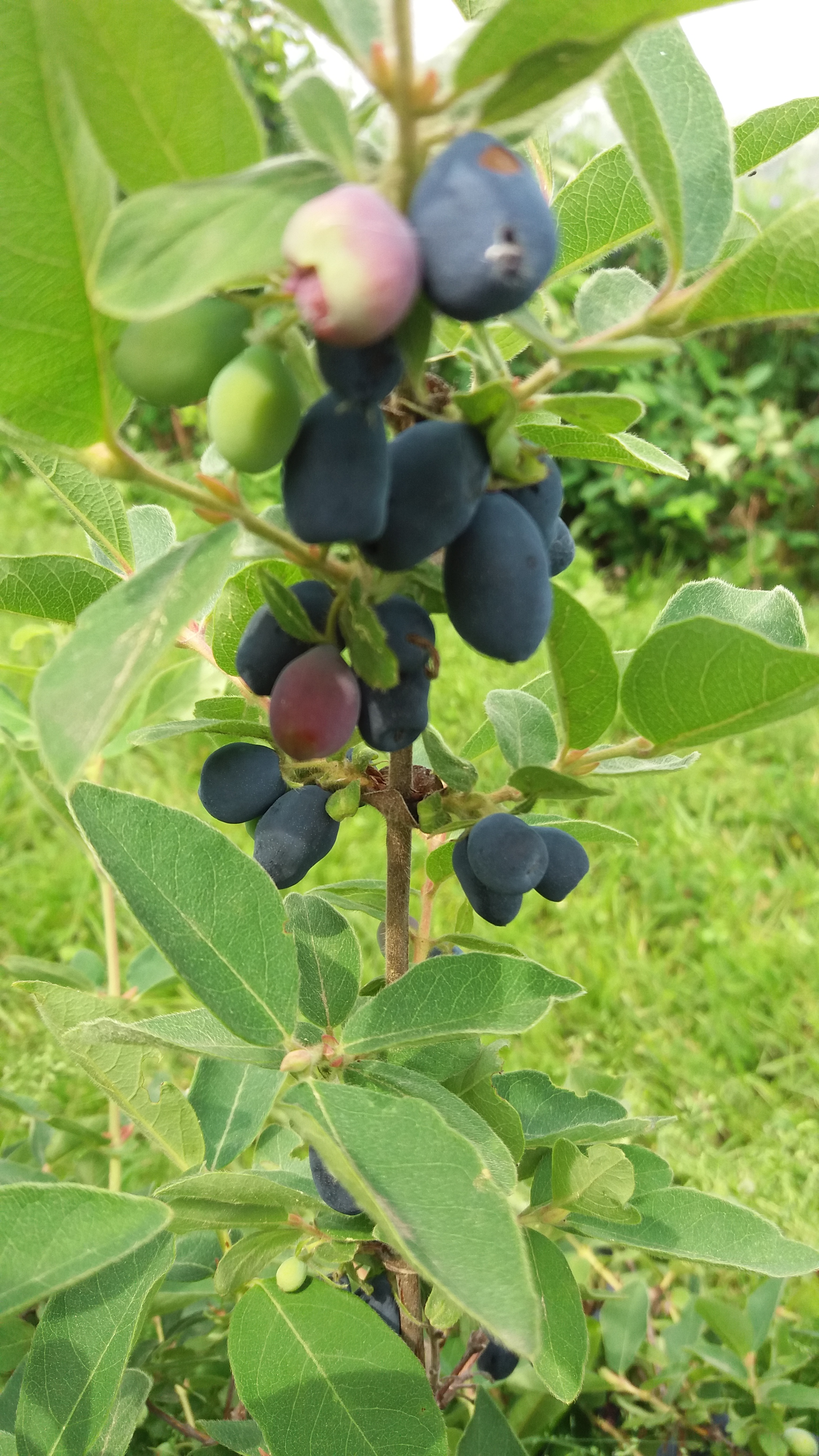
Bessen en bladeren
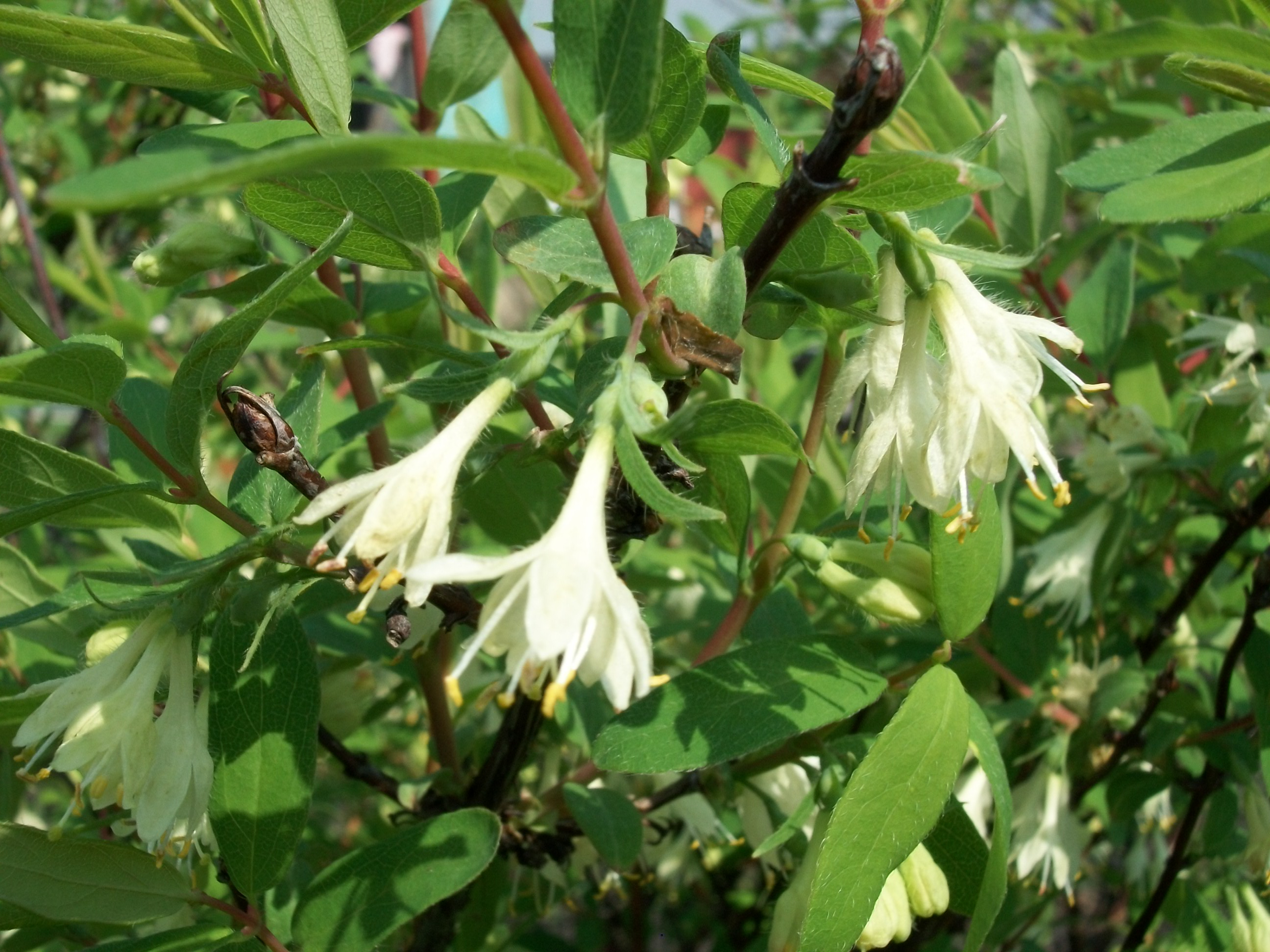
Bloemen
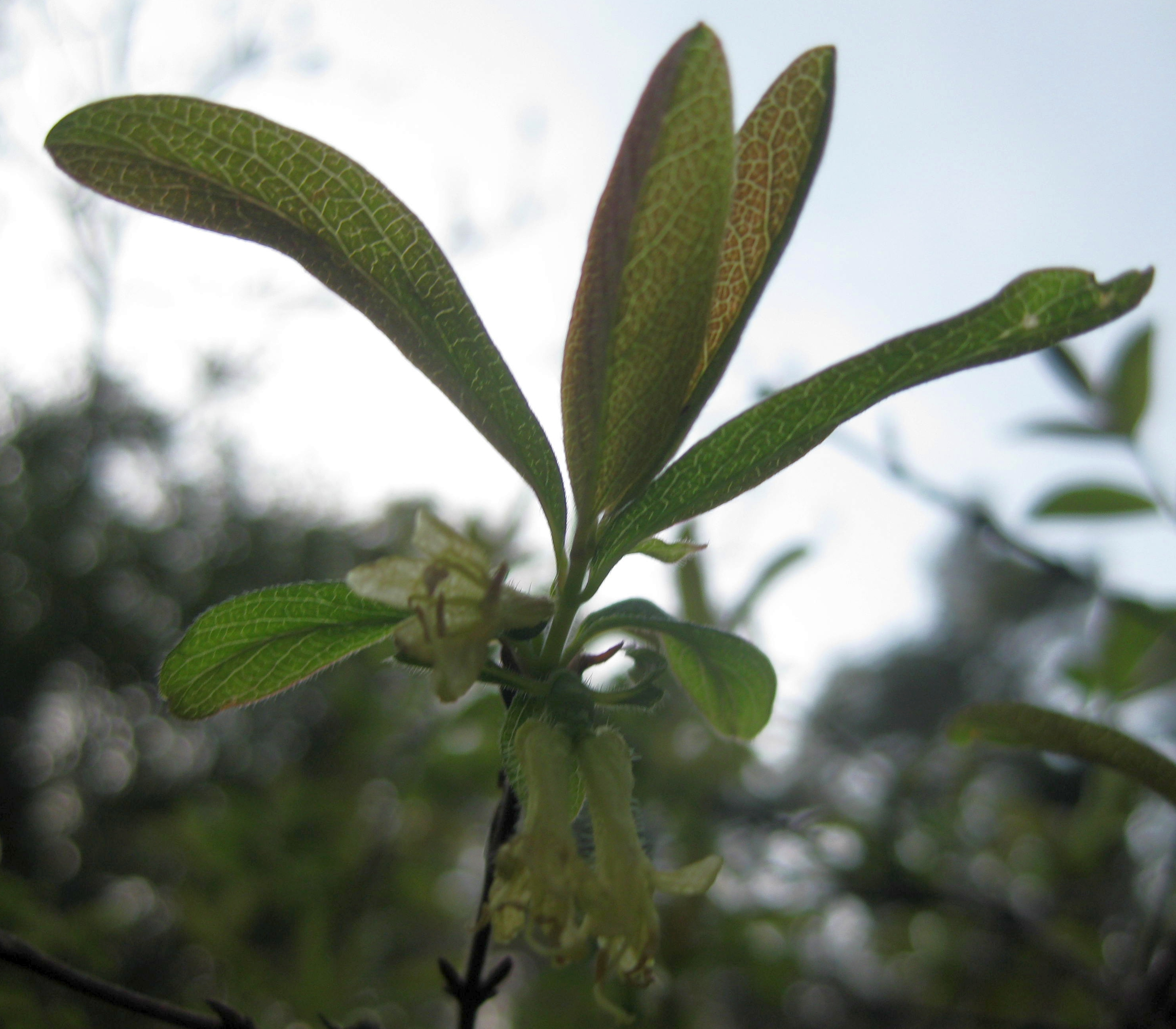
Blad